# Giuditta e Oloferne (Caravaggio)
Giuditta e Oloferne è un dipinto a olio su tela (145x195 cm) realizzato nel 1603 circa dal pittore italiano Caravaggio.

## Storia e descrizione
Il dipinto, conservato nella Galleria nazionale d'arte antica di Roma, fu commissionato dal banchiere Ottavio Costa, che lo raccomandò caldamente ai suoi eredi nel suo testamento. In questo quadro Caravaggio rappresenta l'episodio biblico della decapitazione del condottiero babilonese Oloferne da parte della vedova ebrea Giuditta, che voleva salvare il proprio popolo dalla dominazione straniera. Giuditta è raffigurata intenta a decapitare Oloferne con una scimitarra, mentre alla scena assiste la vecchia serva, Abra, che sorregge con le mani il drappo contenente il cesto nel quale va conservata la testa.
Nel ruolo di Giuditta è raffigurata forse la cortigiana Fillide Melandroni, amica dell'artista. Studi recenti propongono invece, in modo convincente, come modella, la cortigiana romana Maddalena Antognetti.
Non ci sono molti elementi che contribuiscono a rendere nota l'ambientazione della scena: lo sfondo è scuro, è presente un panneggio rosso in alto a sinistra e una parte minima del letto su cui giace Oloferne. Caravaggio è rimasto fedele al clima dell'episodio biblico, facendo decapitare il generale con una daga mediorientale, ma ha anche attualizzato la scena, poiché l'abbigliamento di Giuditta è quello tipico delle donne a lui contemporanee; è possibile che il pittore si sia anche ispirato ad ambientazioni sacre di tipo teatrale rappresentate a Roma e comunque il pittore, ricevute commissioni più importanti e passato da una visione statica ad una dinamica, come ad un aspetto più drammatico della scena, accentuata dal fondo nero e dalla luce che rivela i contrasti dei volti e gli stati dell'animo, doveva aver certamente ripreso considerazioni sugli affetti ed i moti d'animo di ascendenza leonardiana diffusi dal lombardo  e gli studi sulla fisiognomica e la gestualità, che stavano tanto alla base del teatro quanto della stessa pittura.
Il pittore fissa l'acme emotiva nell'immagine di Oloferne: lo sguardo vitreo farebbe supporre che sia già morto, ma lo spasmo e la tensione dei muscoli indurrebbero a pensare il contrario. Giuditta, invece, sembra adempiere al suo compito con molta riluttanza: le braccia sono tese, come se la donna volesse allontanarsi il più possibile dal corpo di Oloferne, e il suo volto è contratto in un'espressione mista di fatica e orrore. Accanto a Giuditta, Caravaggio ha inserito una serva molto vecchia e brutta, come simbolico contraltare alla bellezza e alla giovinezza della vedova. In questo modo l'autore sottolinea (con un artificio artistico legato alla fisiognomica, caro anche a Leonardo) le differenze tra le due figure e fa risaltare maggiormente la prima, che incarna grandi valori morali.
Infatti, la poca credibilità di Giuditta come vedova e la tensione fisica minima con cui ella, turbata, taglia la testa ad Oloferne, confermano il forte valore simbolico di tale rappresentazione, diversamente, per esempio, dal dipinto di Artemisia Gentileschi, con il medesimo soggetto, dove l'azione è più mossa, è una vera lotta fra i due sessi, risolta dalla grande pittrice in senso più personalistico (venne stuprata da un amico del padre). Infatti Giuditta, presentata come simbolo di salvezza che Dio offre al popolo ebraico, assurge anche a simbolo della Chiesa stessa e del suo ruolo salvifico, ulteriormente testimoniato dal colore bianco della camicia della donna, che evoca la purezza. Tuttavia non va ignorato, sempre in senso simbolico sia il fatto che il volto di Oloferne è un possibile ritratto del pittore, sia l'interpretazione in chiave simbolico-psicologica, in cui l'orrore e l'urlo di spavento e di dolore del generale, sono una rappresentazione, appunto simbolica, della paura e della castrazione, che la decapitazione (spesso presente nell'opera del Caravaggio) evoca in modo drammatico.
Dall'analisi radiografica si può evincere che in una prima raffigurazione Giuditta era a seni nudi, ma non è chiaro se Caravaggio abbia voluto seguire una tradizione iconografica che vedeva nella nudità un senso di eroismo e di purezza connesso con il sacro (Giuditta nuda è presente in statuine, come quella di alabastro di Konrad Meit del 1525, o in disegni come quello di Hans Sebald Beham del 1547) oppure abbia voluto accentuare, in questo modo il carattere provocante, seducente dell'eroina; aspetto che resta, peraltro anche dopo la raffigurazione del corpetto coprente, probabilmente per cause d'ordine morale e di autocensura, che, mostra comunque, in trasparenza, il seno dell'eroina, sudato per lo sforzo messo nell'azione violenta, risultando così ancora più seducente.
Si dice che Caravaggio abbia dipinto il quadro pensando alla storia di Beatrice Cenci che, insieme alla matrigna e al fratello, uccisero il padre, dopo averlo addormentato con l'oppio. Anche per questa ragione la tela è stata ritenuta dipinta nel 1599 circa (anno in cui Beatrice fu giustiziata). Tuttavia è possibile legarne la commissione a una ricevuta di pagamento, da parte di Ottavio Costa a Caravaggio per un quadro in fase di realizzazione, datata 21 maggio 1602 e conservata presso l'Archivio di Stato di Siena.

## La presunta seconda tela diGiuditta e Oloferne
Nel 2014 un quadro raffigurante un'altra versione del dipinto e ottimamente conservato, è stato ritrovato nel soffitto di un'antica abitazione a Tolosa, nascosta dentro un'intercapedine, durante i lavori per una perdita d'acqua. Il quadro appartiene ai discendenti di un ufficiale napoleonico ed è stato presentato alla stampa il 12 aprile 2016. Secondo Eric Turquin, l'opera, in attesa di ulteriori esami, potrebbe esser stata realizzata tra il 1600 e il 1610. Si tratterebbe della seconda Giuditta e Oloferne, composta da Caravaggio a Napoli, scomparsa nel corso del XVII secolo. Del dipinto finora creduto perduto esiste una copia datata 1607 - conservata a Napoli a Palazzo Zevallos e appartenente alla Collezione d'arte del Banco di Napoli - realizzata da Louis Finson. Il pittore fiammingo trascorse alcuni anni in Italia e risiedette a Napoli nel corso del 1604; la Giuditta e Oloferne di Caravaggio sarebbe citata pure nel testamento del fiammingo. La paternità di questo quadro, acquistato nel 2019 da un collezionista statunitense, è tuttavia discussa, poiché molti critici rifiutano di accreditarla a Caravaggio.